# Stari Žednik

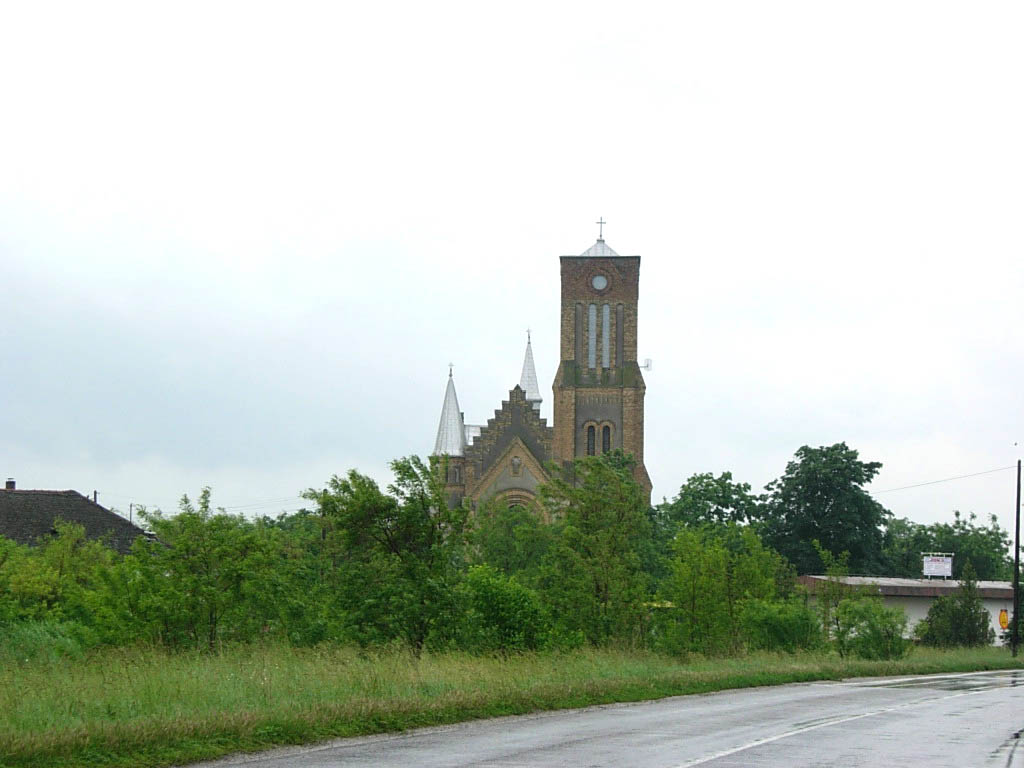
Katholische Kirche in Stari Žednik

Stari Žednik (serbokroatisch-kyrillisch Стари Жедник, kroatisch Žednik, ungarisch Nagyfény) ist ein kleiner Ort im äußersten Norden Serbiens, in der Provinz Vojvodina, im Bezirk Okrug Severna Bačka. Er liegt südlich von Subotica.

## Bevölkerung
Stari Žednik hat 2.230 Einwohner (2002). Die relative Mehrheit stellen die Kroaten. Zusammen mit den Bunjewatzen bilden sie fast die Hälfte der Bevölkerung. Ein weiteres Viertel sind Ungarn.

### Ethnien
Zusammensetzung der Bevölkerung nach ethnischer Herkunft laut der Volkszählung von 2002:
- Kroaten (32,60 %)
- Ungarn (25,83 %)
- Bunjewatzen (14,66 %)
- Serben (11,12 %)
- Jugoslawen (6,23 %)

### Einwohnerentwicklung
- 1981: 2.472
- 1991: 2.323

## Töchter und Söhne der Stadt
- Ana Milodanović (1926–2011), Strohmalerin